# KSR-5

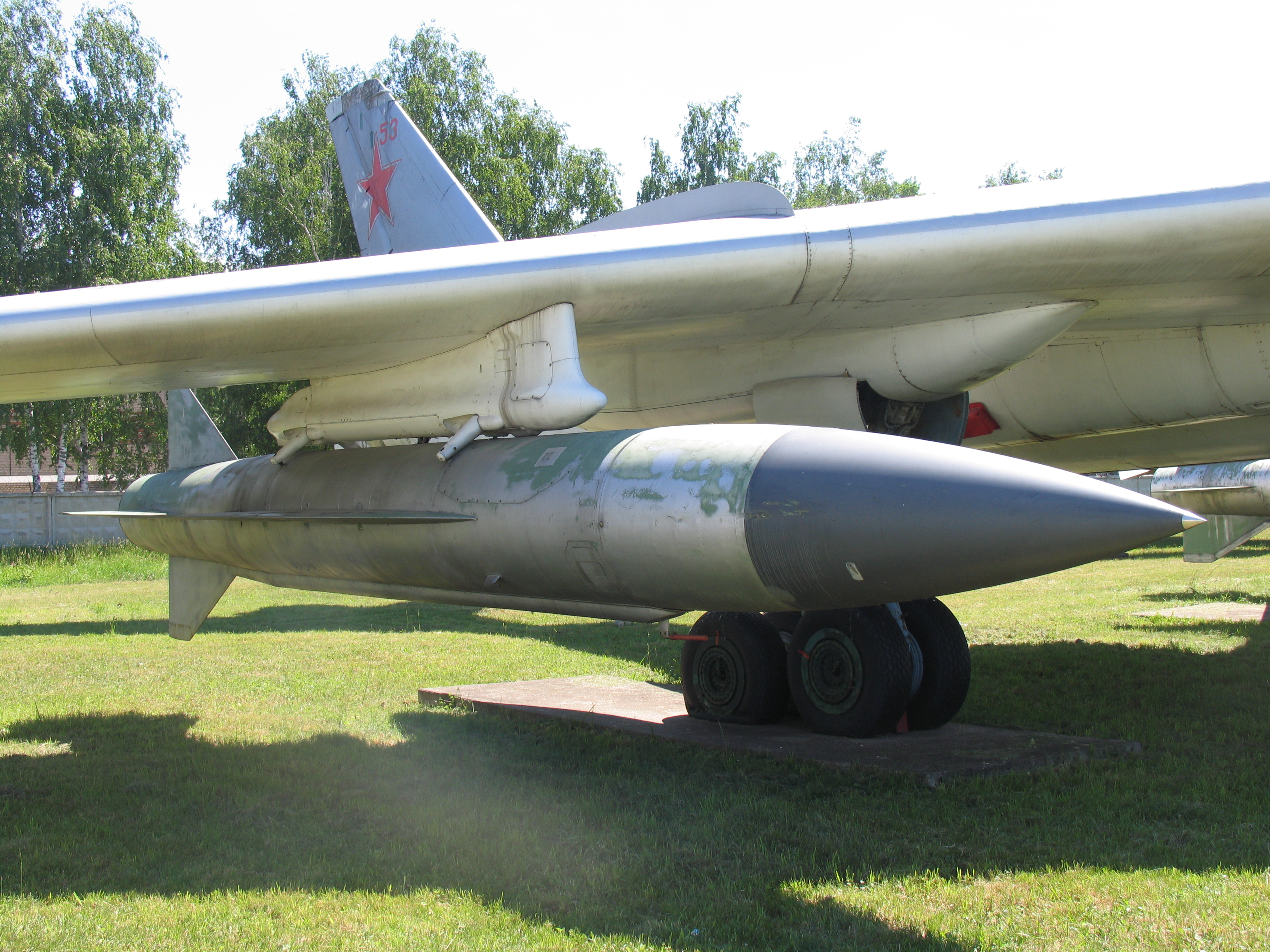
Un Tu-16K avec un missile sous chaque aile, au musée de la force aérienne de Monino, en 2011. (Très probablement un Tu-16K-26P ou un Tu-16KSR-2-5-11)

Le KSR-5 (en russe : « КСР-5 »), nom de code OTAN : AS-6 « Kingfish », est un missile de croisière air-surface supersonique soviétique conçu par les bureaux d'études MKB Raduga. Il était essentiellement un Kh-22 « en plus petit », conçu pour pouvoir être emporté par le Tu-16, dont les capacités d'emport étaient trop faibles pour embarquer des Kh-22.
Bien qu'il fût surtout destiné à attaquer les flottes de navires de guerre ennemis, il était aussi possible de l'utiliser contre des cibles côtières ou terrestres durcies (ponts, barrages, centrales électriques, etc.).

## Historique
À la suite d'une décision du conseil des ministres de l'URSS, prise le 11 août 1962, le bureau d'études Raduga, fort de l'expérience acquise avec les précédents missiles KS-1, KSR-2 et KSR-11, lance le développement du complexe K-26, basé sur l'emploi d'un missile de croisière supersonique D5 (en russe : « Д-5 ») monté sur un bombardier K-26 (Tu-16 « Badger »). Conçu comme une arme antinavire et pouvant détruire des cibles terrestres durcies, le D-5 était essentiellement basé sur un Kh-22, dont les dimensions et la masse avaient été revues à la baisse, afin de pouvoir équiper le Tu-16. Il était équipé d'un autodirecteur à radar actif et devait pouvoir emporter au-choix une charge conventionnelle M ou nucléaire H.
Les tests gouvernementaux de l'ensemble « K-26 / D-5 » eurent lieu entre 1964 et 1968, mais les tests complets avec un Tu-16 ne furent achevés qu'en 1969. Entre-temps, la production du missile avait déjà été lancée, dans les usines du site d'assemblage de Doubna. Le 4 décembre 1969, par ordre du ministre de la Défense de l'URSS, le missile est admis au service actif sur le Tu-16, sous la désignation de KSR-5.
Sur les chaînes de montage, tous les avions-lanceurs Tu-16 furent convertis en « Kompleks-26 » (K-26). Le Tu-16KSR TU-11-2 devenait le Tu-16KSR-2-5-11 (125 exemplaires) et le Tu-16KSR-2A passait au standard Tu-16KSR2-5 (110 exemplaires). Pendant ce temps-là, le Tu-16K-10 de l'aviation navale (AV-MF) devenait Tu-16K-10-26, probablement l'appareil le plus adapté contre les porte-avions, car il pouvait emporter les missiles rapides à haute altitude KSR-5 et les missiles à basse altitude K-10S.
Il était également prévu d'en équiper les avions Tu-95 et 3M (une version améliorée du Miassichtchev M-4). Un 3M (le № 0503) fut converti en 3M-5 et passa les tests avec succès. Il avait été équipé d'un radar « Rubin-1mE », d'un système de contre-mesures Azalea et de systèmes de contrôle. Le Tu-95M numéroté 0601 devait également être doté d'un radar « Rubin-1Q » et de tous les équipements appropriés, mais la poursuite de son développement fut arrêtée.
Des simulateurs avaient été fabriqués, afin de permettre à de nombreux équipages de s'entraîner sans avoir à utiliser de « vrais » missiles. La formation des navigateurs s'effectuait grâce à l'emploi de trois avions d'entraînement, des Tu-104A convertis en Tu-104SH à cet effet.
En récompense des travaux fournis pour le développement et la mise-au-point du KSR-5, le groupe d'employés du bureau d'études de Raduga, alors dirigé par A. Ya Bereznyak, reçut le prix d'état en 1970.
Développé en 1972, Le KSR-5P, version équipée d'un autodirecteur à radar passif, entra en service en 1973. Le KSR-5 sera utilisé sur les bombardiers à long rayon d'action Tu-16K-26, Tu-16K-10-26, Tu-16KSR-2-5 et Tu-16KSR-2-5-11.

## Caractéristiques

### Généralités
Le missile KSR-5 est un missile de croisière supersonique d'une masse avoisinant les 4 tonnes et d'une portée supérieure à 300 nautiques (~555 km). Doté d'un propulseur à ergols liquides, il peut voler à une vitesse de Mach 3,5 à une altitude de 65 000 ft.
Son vol se décompose en trois phases principales. Un pilote automatique est utilisé pour la phase de lancement et de montée en altitude, relayé par un système de navigation inertielle ou un pilote automatique avec radio commande prioritaire pour la mi-parcours. Dans le cas d'une utilisation antinavire, la phase terminale du vol est assurée par l'emploi d'un autodirecteur à radar actif, guidant le missile vers le navire ciblé lors de son plongeon final
Il a un taux d'erreur circulaire de 50 m en configuration antinavire, qui peut s'étendre à 1~2 N m lorsqu'il est employé pour une attaque terrestre.

### Spécifications techniques
Le complexe à longue portée K-26 est constitué de l'avion Tu-16, du missile lui-même, des équipements de commande et de contrôle à bord et du matériel de servitude au sol.
Le missile KSR-5 était de conception classique, avec une structure métallique en acier et aluminium, recouvert de panneaux en acier laminé. Les ailes étaient placées au centre du fuselage et avaient une forme en delta, tandis que les plans de contrôle étaient disposés à l'arrière selon un schéma similaire à celui des avions, comprenant deux plans de profondeur horizontaux et une dérive verticale conférant une stabilité en lacet.
Le carénage de nez du missile, abritant l'antenne du radar est constitué d'une structure en nid d'abeilles en fibre de verre d'épaisseur variable. À l'intérieur sont placées les antennes du radar actif VS-KN et leurs mécanismes d'entrainement, ainsi que le calculateur du pilote automatique BSU-7. Le KSR-5P, version antiradar du missile, possédait un radar passif VSP-K et un pilote automatique BSU-7N. Le compartiment voisin contient la charge militaire du missile, conventionnelle ou nucléaire, ainsi que tous les systèmes nécessaires à sa mise-à-feu. Viennent ensuite les deux réservoirs d'ergols liquides, comprenant un réservoir de 1 010 litres de comburant AK-27P (IRFNA) et un autre contenant 660 litres de carburant TG-02 (Hydrazine).
Le compartiment arrière contient les systèmes de pressurisation des réservoirs, les batteries pour les systèmes électroniques (radar, pilote automatique, servocommandes de contrôle), les turbopompes, les actionneurs hydrauliques des gouvernes et les deux chambres de combustion du moteur-fusée S5.33 conçus par Isayev. Ce propulseur est contrôlé par deux programmes différents, appliquant 5 modes de propulsion différents, avec une poussée produite variant de 1 120 à 7 100 kgp.
Le KSR-5 était tenu sous chaque aile de l'avion porteur par un pylône BD-487. Le Tu-16 était initialement prévu pour pouvoir en emporter deux, mais ce missile était en-fait tellement lourd que les configurations de vol typiques du Tupolev n'en prévoyaient généralement qu'un seul. Le surpoids occasionné par la présence de deux missiles pénalisait en-effet énormément le bombardier en matière de performances et d'autonomie, ce qui aurait rendu inutile sa présence en tant que bombardier à long-rayon d'action.

## Histoire opérationnelle
Le KSR-5 fut employé à bord de plusieurs versions du bombardier Tu-16. Lors du retrait du Badger du service, en 1991, le stock de missiles KSR-5 disponibles fut converti en cibles supersoniques pour l'entraînement au tir de défense aérienne.

## Versions
- KSR-5 : Version de base. Guidage inertiel + radar actif en phase terminale.
- KSR-5N : Version « basse-altitude » du KSR-5, équipée du même radar actif, mais dont les systèmes électroniques et d'alimentation électrique évoluent.
- KSR-5NM : Version améliorée du KSR-5N, dotée d'un radar actif amélioré.
- KSR-5P : Version antiradar du KSR-5, équipée d'un autodirecteur à radar passif.
- KSR-5PM : Version améliorée du KSR-5P.
- KSR-5M : Version de précision, destinée à l'emploi contre des cibles à faible SER (Surface équivalente radar).
- KSR-5 MV : drone-cible à haute-altitude.

## Utilisateurs
- Union soviétique : Retirés du service en 1991[2]. Exemplaires restants transformés en cibles volantes, toutes avaient été utilisées en 1994.
- Irak  : 36 livrés en 1984[3].